# Kuśnierstwo
Kuśnierstwo – dział rzemiosła zajmujący się wytwarzaniem wyrobów skórzanych (futra, czapki, kołnierze, ciepłe obuwie).
Tradycyjnie kuśnierz sam wyprawiał skóry, a wyroby szył i zdobił wyłącznie ręcznie. Część pracowni zachowało ten sposób pracy, pozostałe wykorzystują szycie maszynowe. Kuśnierze posiadali własne cechy, regulujące zwyczaje, zasady zdobywania zawodu, rozsądzające spory.

## Historia

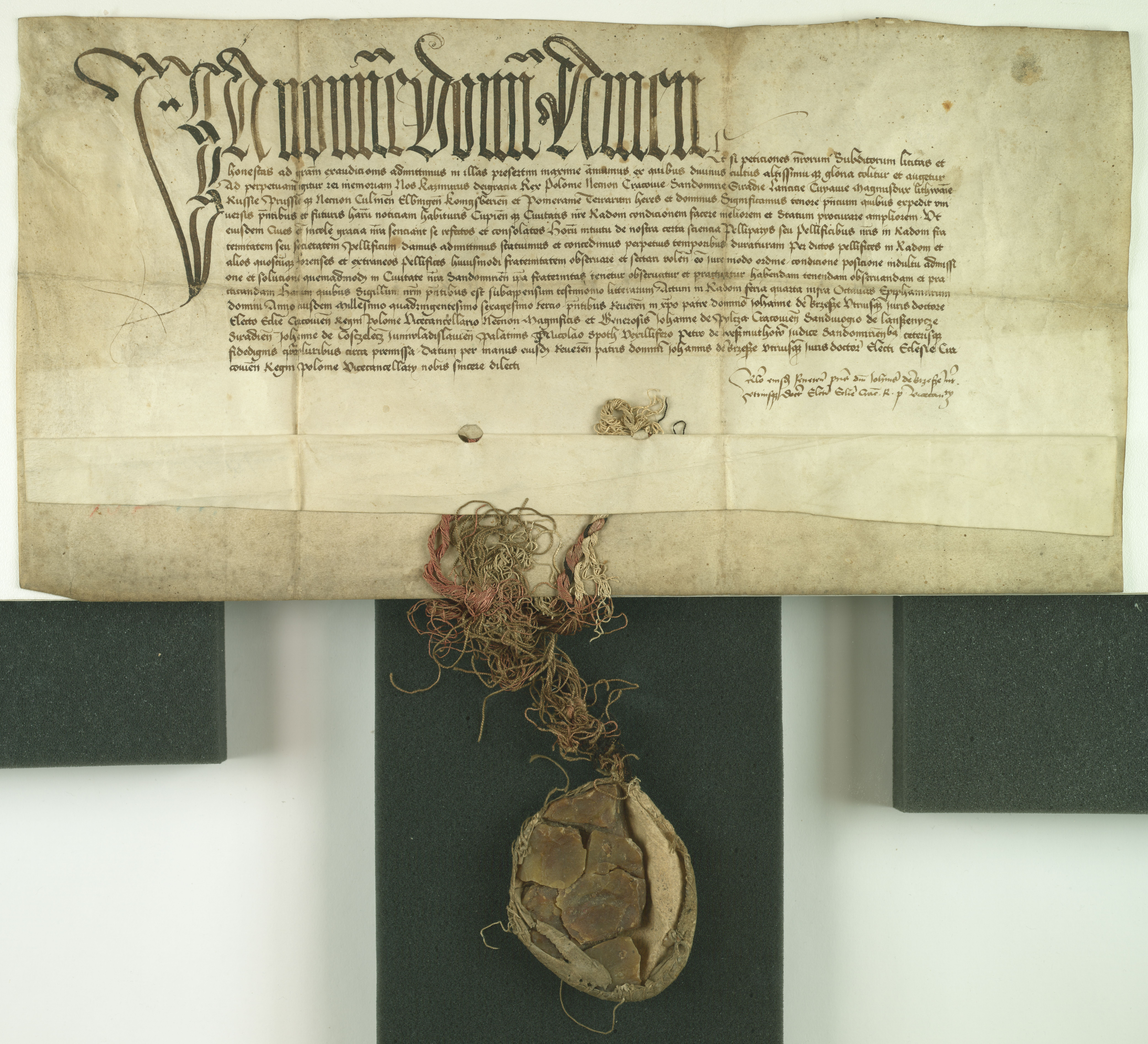
Dokument Kazimierza Jagiellończyka, króla polskiego, wydany w 1463 roku, zawierający zezwolenie na założenie cechu kuśnierzy w Radomiu.

Początki kuśnierstwa trudno określić, jego pierwotne formy istniały już w zamierzchłych czasach, gdy ludzie zaczęli ubierać się w skóry zwierząt. Garbowanie, wyprawianie skór i szycie było działem wspólnoty, nieprzypisanym do konkretnego zawodu. W Europie futra zyskały wyjątkową popularność w XIV i XV wieku, wtedy także pojawił się odrębny zawód – kuśnierstwo. Z futer wytwarzano ubrania, koce, obijano nimi meble. Używano w tym celu futer przeróżnych zwierząt, w tym królików, zajęcy, a nawet wiewiórek.
Kuśnierstwo ma w Polsce długą historię, szczególnie w regionach górskich. Na Podhalu największe skupisko zakładów kuśnierskich znajdowało się w okolicach Białki Tatrzańskiej oraz na Wyżynie Lubelskiej w Kurowie. Warsztaty pracowały tam sezonowo, w okresie jesienno-zimowym. Przez pozostałą część roku zajmowano się rolnictwem i hodowlą owiec. Do produkcji kożuchów służyły skóry baranie, szczególnie ceniono skóry młodych (półrocznych) baranków. Liczne, działające zakłady kuśnierskie można znaleźć np. w Nowym Targu.

## Wzornictwo
Rzemieślnicy każdego regionu stosowali charakterystyczne wzornictwo, chociaż posługiwali się zazwyczaj podobnymi kolorami: białym i kilkoma odcieniami brązu (pomarańczowy, miodowy, brunatny, koniakowy, oliwkowy). Współczesna kolorystyka jest bardzo bogata, ze względu na zmieniającą się modę i potrzeby klientów.
Różnorodność zdobień sprawia, że tradycyjne kożuchy, a w szczególności serdaki są bardzo ciekawe i barwne. Do dekoracji wykorzystywane są hafty, skórzane wykończenia lub wzory, ozdobne szwy.
Hafty:
- koniczynki
- lilijki
- szarotki
- złotogłowia
- różyczki
- niezapominajki
- pawie oczko
- cebula siedmioramienna, pięcioramienna, trójramienna, łezka, dziewięćsił (wykończenie z tyłu, poniżej kołnierza)

Zapięcia:
- haftki
- na pętelkę
- na pompony (tzw. „kiecki”)
- białczańskie
- szamerunek

Wyróżniające się regionalne wzory: „Beskid Śląski” (bez futrzanego kołnierza, zapięcia „na pętelkę”, hafty różne), góralski, żywiecki, z regionu Szczawnicy, białczański (przeważnie biały, ze stójką, rejon Białki Tatrzańskiej na Podhalu), spiski, węgierski, ukraiński.